# Флориген
Флориген (англ. florigen), или гормон цветения — гипотетическая гормоноподобная молекула, ответственная за контроль или инициирование цветения растений. Флориген образуется в листьях и действует в меристемах почек и растущих побегов. Известно, что он передаётся прививанием и даже функционирует между видами. Однако, несмотря на поиски с 1930-х годов, точная природа флоригена до сих пор не выяснена.

## Механизм
Основное в охоте за флоригеном — понимание того, как растения увязывают сезонные изменения продолжительности дня и цветение — механизм, известный как фотопериодизм. Растения, проявляющие фотопериодизм, могут быть растениями как 'короткого', так и 'длинного дня', то есть цветут при уменьшении или увеличении светового дня соответственно. Хотя растения на самом деле пользуются не собственно длиной дня, а различием в длине ночи и дня.
Текущая модель предполагает участие нескольких различных факторов. Исследования флоригена главным образом сосредоточены на растении длинного дня, Arabidopsis thaliana. В то время как по большей части выработка флоригена, как представляется, совпадает с другими изученными видами, существуют и различия. Механизм выработки можно разбить на три этапа: регулируемое фотопериодом инициирование, сигнальная транслокация по флоэме и индукция цветения в апикальных меристемах.

### Инициирование
В Arabidopsis thaliana сигнал инициируется производством матричной РНК (mRNA), кодирующей транскрипционный фактор CONSTANS (CO). CO mRNA производится примерно 12 часов после рассвета, по циклу, регулируемому биологическими часами растения. Эта mRNA потом транслируется в белок CO. Однако белок CO стабилен только на свету, так что его уровень остается низким при коротком световом дне, и способен достигать пика только в вечерних сумерках при длинном световом дне, когда света уже немного. Белок CO способствует транскрипции другого гена, называемого Flowering Locus T (FT). Благодаря этому механизму белок CO может достигать уровней, способствующих транскрипции FT, только во время долгого светового дня. Отсюда, трансмиссия флоригена — и, таким образом, индукция цветения — основывается на сравнении между восприятием растением дня/ночи и его биологических часов.

### Транслокация
Белок FT, полученный в результате короткого периода транскрипции, далее транспортируется по флоэме к апикальной меристеме.

### Цветение
В апикальных меристемах побегов белок FT взаимодействует с транскрипционным фактором (белком FD) для активации идентификационных генов цветения, тем самым вызывая цветение. В частности, прибытие FT в апикальные меристемы и формирование FT/FD-гетеродимера сопровождается усиленной экспрессией в отношении по меньшей мере одного гена, APETALA 1 (AP1), а также других целей, таких, как SOC1 и некоторые SPL генов, выбранные микро-РНК.

## История исследования
Флориген был впервые описан советским армянским физиологом растений Михаилом Чайлахяном, который в 1937 году показал, что индукцию цветения можно передавать через прививку индуцированного растения к неиндуцированному. Антон Лэнг показал, что некоторые растения длинного дня и двулетники можно заставить цвести в неиндукционный фотопериод посредством обработки гиббереллинами. Это привело к предположению, что флориген может состоять из двух классов цветковых гормонов: гиббереллины и антезины. Позднее было предположено, что во время неиндукционного фотопериода растения длинного дня производят антезин, а не гиббереллин, а растения короткого дня — гиббереллин, а не антезин. Однако эти данные не учитывают тот факт, что короткодневные растения, выращенные в неиндукционных условиях (производя, таким образом, гиббереллин), не вызывают цветение привитых длиннодневных растений, которые также находятся в неиндуктивных условиях (производя, таким образом, антезин).
Из-за проблем с изоляцией флоригена и противоречивых результатов было высказано предположение, что флоригена как отдельного вещества не существует, а эффект гормона цветения может являться результатом определённого соотношения других гормонов. Однако более поздние исследования указывают на то, что флорриген все-таки существует и вырабатывается или, по крайней мере, активизируется, в листьях растений, и что сигнал транспортируется по флоэме растущего кончика в апикальных меристемах, где сигнал стимулирует цветение. Некоторые исследователи идентифицируют этот сигнал в Arabidopsis thaliana как mRNC, кодируемая геном FT, другие — как полученный белок FT. Первый доклад о белке FT mRNC как сигнальном трансдукторе сигнала из листьев в верхушки побегов был опубликован в журнале Science. Однако в 2007 году другая группа ученых совершила прорыв, сказав, что из листьев в побеги транслируется на mRNC, а белок FT, который, возможно, действует как «флориген». Исходная статья, описывающая FT mRNC, как стимулятор цветения, была отозвана самими авторами.